# Jennifer Augé
Jennifer Augé (geboren im 20. Jahrhundert) ist eine französische Filmeditorin.
Jennifer Augé begann ihre Arbeit als Editorin in den frühen 1980er Jahren als Schnittassistentin bei José Pinheiro und Jacques Doillon,  1983 war sie Mitglied der Crew, die Luciano Tovolis Film Il generale dell’armata morta editiert hat und zu der auch Noëlle Boisson, Mirco Garrone und Marie Robert gehörten. Ihre beiden ersten Filme als verantwortliche Editorin waren Last Song von Dennis Berry und Therapie zwecklos von Robert Altman im Jahr 1987. Sie arbeitet häufig mit Regisseur Éric Barbier zusammen.
Jennifer Augé war inzwischen an rund 50 Filmen als Editorin beteiligt.

## Filmografie (Auswahl)
- 1983: Il generale dell’armata morta  – Regie: Luciano Tovoli
- 1985: La tentation d’Isabelle  – Regie: Jacques Doillon
- 1991: Höllenglut (Le brasier)  – Regie: Éric Barbier
- 1994: Vergiß mich (Oublie moi) – Regie: Noémie Lvovsky
- 1997: Le silence de Rak – Regie: Christophe Loizillon
- 1999: Drei Väter zuviel (Mon père, ma mère, mes frères et mes sœurs) – Regie: Charlotte de Turckheim
- 1999: Liebe in Zeiten der Arbeitslosigkeit (Rien à faire) – Regie: Marion Vernoux
- 2000: Toreros – Regie: Éric Barbier
- 2001: Meine Frau, die Schauspielerin (Ma femme est une actrice) – Regie: Yvan Attal
- 2003: Three Blind Mice – Mord im Netz (Three Blind Mice) – Regie: Mathias Ledoux
- 2004: Blueberry und der Fluch der Dämonen (Blueberry) – Regie: Jan Kounen
- 2004: Happy End mit Hindernissen (Ils se marièrent et eurent beaucoup d'enfants) – Regie: Yvan Attal
- 2006: A Crime – Regie: Manuel Pradal
- 2011: My Father Is a Cleaning Lady (Mon père est femme de ménage) – Regie: Saphia Azzeddine
- 2012: Do Not Disturb – Regie: Yvan Attal
- 2014: 137 Karat – Ein fast perfekter Coup  (Le dernier diamant)  – Regie: Éric Barbier
- 2014: Verstehen Sie die Béliers? (La famille Bélier) – Regie: Éric Barbier
- 2017: Frühes Versprechen (La promesse de l’aube) – Regie: Éric Barbier
- 2019: Online Billie – Regie: Lou Assous
- 2020: Petit pays – Regie: Éric Barbier
- 2021: Schmetterlinge im Ohr (On est fait pour s’entendre) – Regie: Pascal Elbé
- 2023: Un coup de dés n’abolira jamais le hasard  – Regie: Yvan Attal
- 2023: Zodi et Téhu, frères du désert – Regie: Éric Barbier